# Schola cantorum

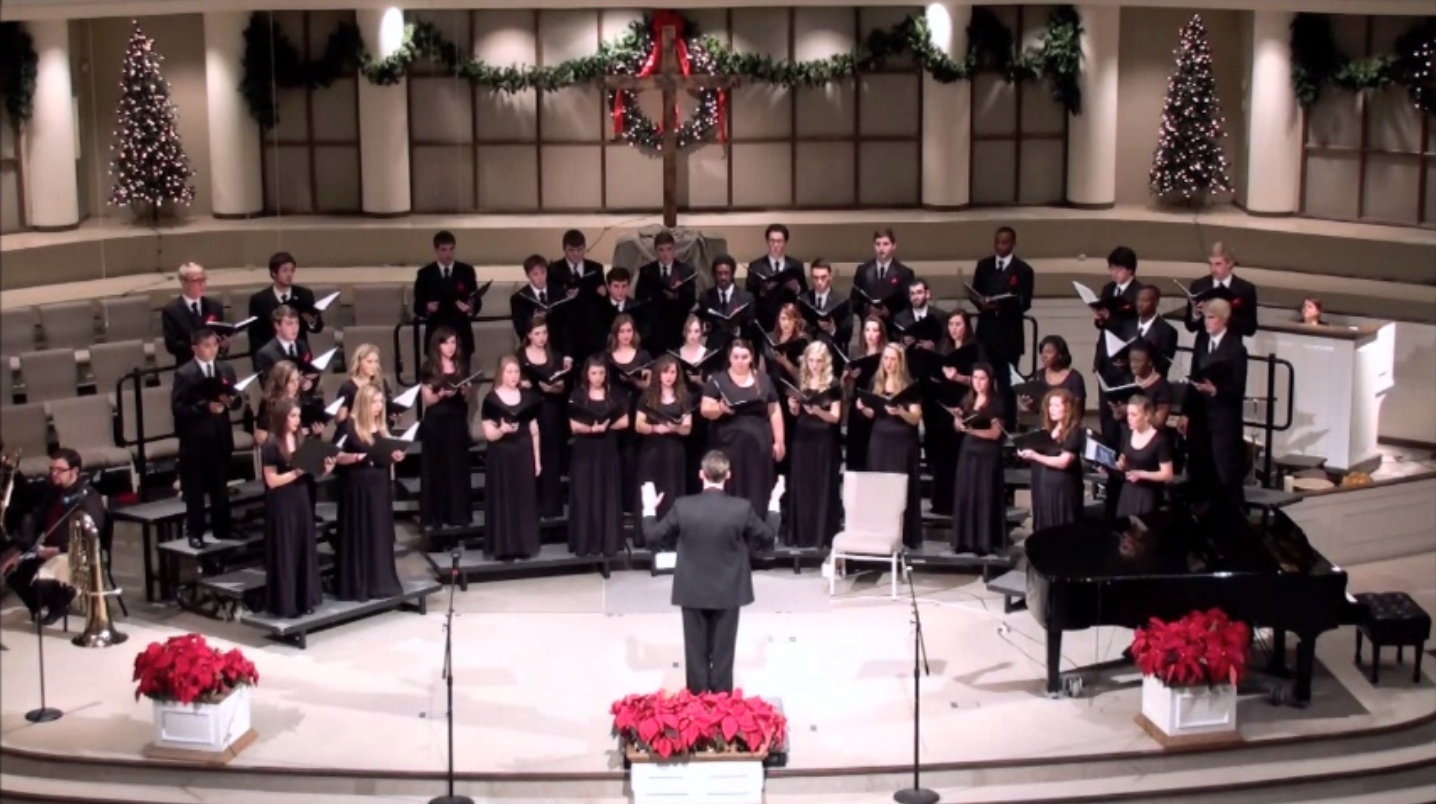
Schola cantorum van de Universiteit van Arkansas, Verenigde Staten

Een schola cantorum was in de middeleeuwen het pauselijke zangkoor in de Rooms-Katholieke Kerk.

## Middeleeuwen
Het eerste koor met deze naam werd vermoedelijk opgericht in het jaar 334 door Paus Silvester I. Na negen jaar kwam er een einde aan dit koor en werden de taken overgenomen door de cantor. Pas in 590 werd de Schola heropgericht. Paus Gregorius I koos jongens en mannen met de beste stemmen uit voor zijn koor. Ook dit koor bestond negen jaar.
De zangcultuur in Rome sprak tot de verbeelding. Zo haalde keizer Karel de Grote een zanger uit Rome. Door heel Europa werden koren opgericht die vooral gregoriaanse muziek ten gehore brachten. 

## Negentiende eeuw en daarna
Vanaf het einde van de negentiende eeuw kwam de naam schola cantorum weer in zwang. Deze naam werd gebruikt voor koren in de gehele katholieke kerk. Later gingen ook niet-kerkelijke koren deze naam dragen. Deze brengen dan meestal Oude Muziek ten gehore. Een koor dat de naam schola cantorum draagt kan uit jongeren bestaan of uit oudere monniken en/of leken. Er bestaan ook gemengde koren van deze naam.
Ondanks de verruimde begripsvorming zingen vele koren van deze naam nog altijd, of voornamelijk, gregoriaans.
Een enkele maal is het begrip schola cantorum overgegaan op een muziekopleiding. Het beroemdste voorbeeld daarvan is de Schola Cantorum de Paris, die in 1894-1896 werd opgericht door Vincent d'Indy, Charles Bordes en Alexandre Guilmant en die zich, in tegenstelling tot het Conservatoire de Paris, toelegde op oude muziek en strenge muziektheorie. Erik Satie, Albert Roussel en Edgar Varèse behoorden tot de studenten en Wanda Landowska, Olivier Messiaen en Darius Milhaud tot de docenten.

## Lijst van scholae cantorum

### België
- Schola Cantorum Cantate Domino (Aalst)
- Schola Gregoriana Cantabo (Antwerpen)
- Schola Gregoriana Dominicana - Knokke-Heist
- Schola Cantorum (Sint-Baafskathedraal), Gent
- Schola Cantorum Achel (Achelse Kluis)

### Nederland
- Schola Cantorum (Sint-Janskathedraal), 's-Hertogenbosch
- Schola Cantorum Campensis, Kampen
- Schola Cantorum Twente
- Schola Cantorum Amsterdam
- Schola Cantorum Isala, Nieuwerkerk aan den IJssel e.o.